# Holorusia lacunosa
Holorusia lacunosa är en tvåvingeart som beskrevs av Alexander 1971. Holorusia lacunosa ingår i släktet Holorusia och familjen storharkrankar. Inga underarter finns listade i Catalogue of Life.